# Araya (jogo eletrônico)
ARAYA é um jogo de 2016 em primeira pessoa de terror. desenvolvido pela tailandesa MAD Virtual Reality Studio para Microsoft Windows.

## Enredo
O jogo se passa em um hospital de Bangkok e sua história será contada a partir da perspectiva dos 3 personagens diferentes. Os jogadores irão explorar diferentes áreas do hospital, a fim de juntar as circunstâncias misteriosas e resolver o caso de assassinato de Araya. A história de fundo do jogo é a história de nossos três personagens principais.
- Marisa: Uma menina corajosa e confiante. Ela é a única amiga que Araya já teve. Ela veio para o hospital porque recebeu uma mensagem de Araya, que desapareceu misteriosamente há um ano.
- Rama: Um guarda do hospital, ele testemunhou um evento estranho enquanto estava em patrulha.
- Boon: Um jovem rapaz que tem medo de sua própria sombra. Ele é aficionado por coletar amuletos. Está em uma missão no hospital para acabar com suas dívidas do jogo.